# George Scharf

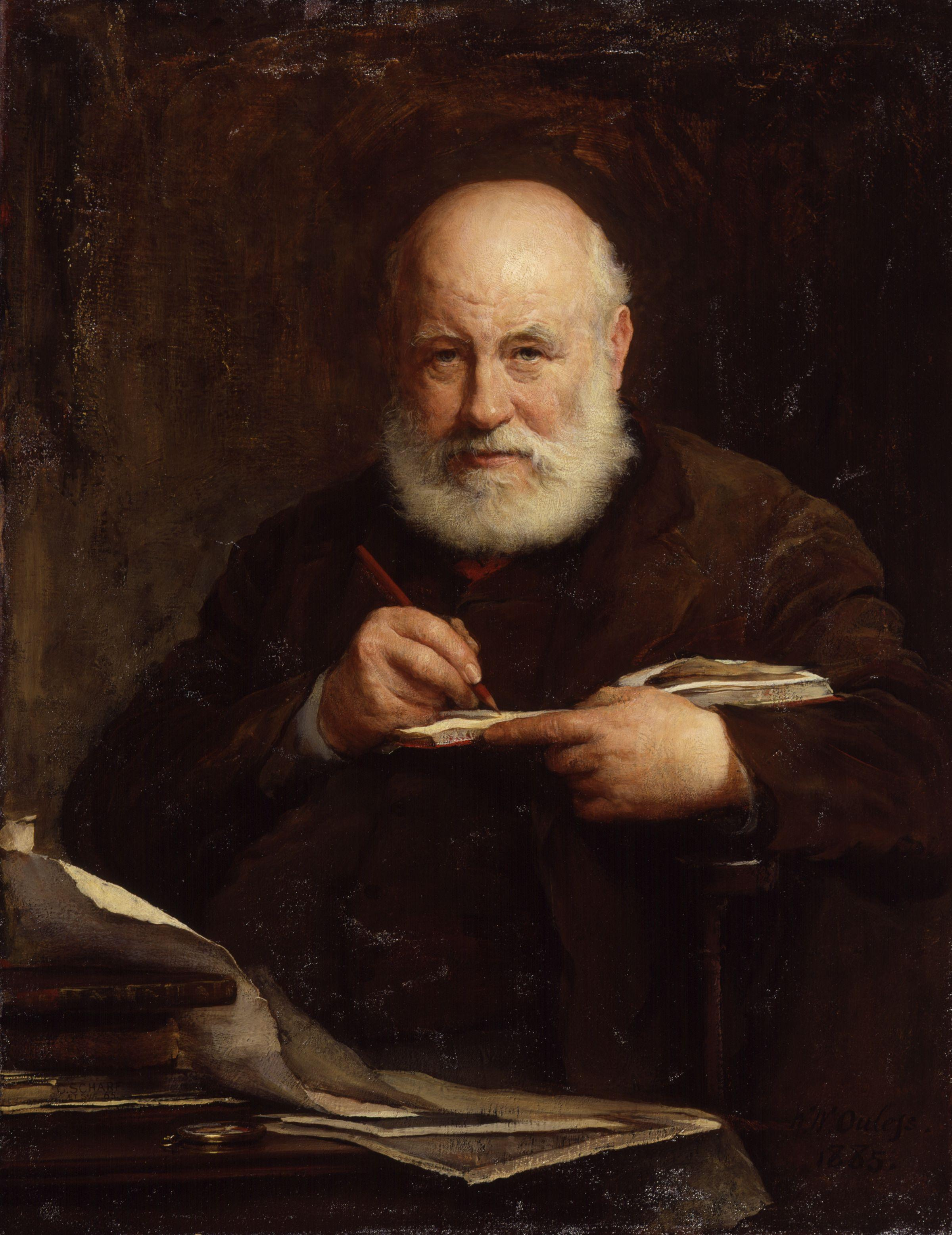
George Scharf, Portrait von Walter William Ouless, 1885

Sir George Scharf (junior) (* 16. Dezember 1820 in London; † 19. April 1895 ebenda) war ein britischer Maler und Kunstschriftsteller.
George Scharf war der Sohn des bayerischen Malers Georg Johann Scharf, der sich 1816 in London niedergelassen hatte. Er trat 1838 in die Royal Academy of Arts ein und lieferte als Erstlingsarbeit eine Sammlung von Radierungen unter dem Titel Scenic effects, die als Illustrationen zu den 1838 und 1839 von William Charles Macready veranstalteten Neuaufführungen Shakespearescher und anderer klassischer Stücke dienen sollten. 1840 machte er eine Reise durch Italien und begleitete Charles Fellows nach Kleinasien, das er 1843 noch einmal als Zeichner mit der von der Regierung dahin abgeschickten Expedition besuchte.

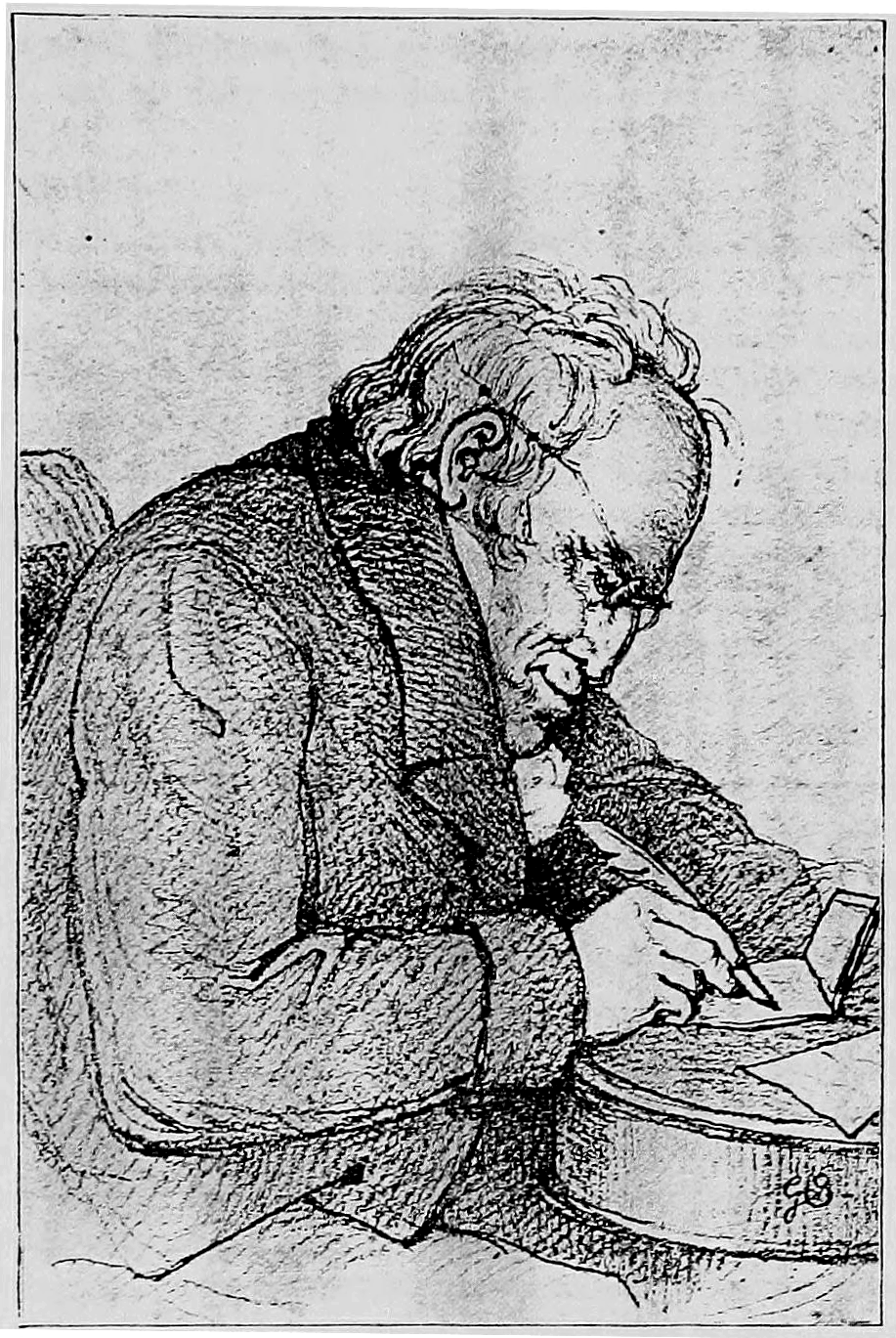
Henry Crabb Robinson, Zeichnung von George Scharf, 1860

Eine große Anzahl seiner lykische Landschaften und Skulpturen zeigenden Skizzen sind im Britischen Museum ausgestellt. Auch veröffentlichte er mit Fellows das Buch Lycia, Caria, Lydia, illustrated and described (1847, Band 1). Nach seiner Rückkehr widmete er sich hauptsächlich der Ölmalerei sowie der Bücherillustration: Thomas Babington Macaulays Lays of ancient Rome, Austen Henry Layards Niniveh, John Keats’ Poems u. a. Daneben schrieb er eine History of the characteristics of Greek art (als Einleitung zu Wordsworths Greece. 3. Auflage. 1859), On the principal portraits of Shakespeare (1864), wertvolle Kataloge von Londoner Kunstsammlungen, Ausstellungsberichte u. a. 1875 wurde er zum Konservator an der National Portrait Gallery in London ernannt.
Kurz vor seinem Tod wurde er am 12. Februar 1895 als Knight Commander des Order of the Bath geadelt.